# Tvedalite
La tvedalite si ritrova sotto forma di sferuliti color crema chiaro fino al beige, di diametro non superiore ai 3 mm, all'interno di cavità nelle pegmatiti appartenenti al gruppo delle sieniti nefeliniche della cava di Vevja presso Tvedalen (Norvegia), da cui prende il nome.
Le sferule di tvedalite risultano al microscopio elettronico come formate da placchette, lunghe pochi micrometri, strettamente sovrapposte orientate radialmente.

## Abito cristallino
Forma cristalli tabulari.

## Origine e giacitura
Le sferule di Tvedalite risultano sempre cresciute su accrezioni di microcristalli di chiavennite. La tvedalite si rinviene nei filoni pegmatitici della cava di Tvalen che risultano fortemente alterati in zeoliti e idrotemalizzati.